# 外核

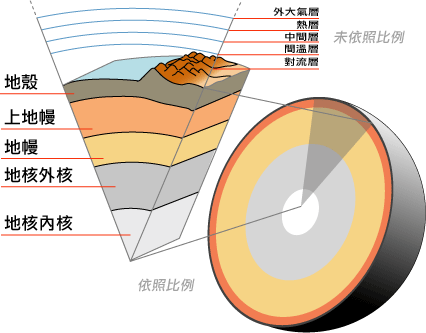
從核心到散逸層的地球橫切面。 但部分未依照比例

外核是地球在固體的內核之上並在地幔之下，由鎔融的鐵和鎳構成，厚度大約2,200 km（1,400 mi）。它的上層邊界大約在地殼表面之下大約2,900 km（1,800 mi），內核和外核轉換的位置大約在地球表面之下5,100 km（3,200 mi）處。
外核的溫度範圍大約從外側的4400°C向內增加至接近內核的6100 °C，在外核的鐵鎳流體中的埃迪電流被相信會影響地球的磁場。外核雖然有著和內核一樣的成分，但因為沒有足夠的壓力使它成為固體，所以呈現液態。硫磺和氧也存在於外核中。
外核與內核之交界面稱為雷氏不連續面。